# Oliver Stone
Oliver Stone (født 15. september 1946) er en amerikansk filminstruktør og manuskriptforfatter. Der er tit politiske, ofte regeringskritiske temaer i Stones film.

## Biografi
Oliver Stone blev født i New York 15. september 1946. Stones far var en jødisk børsmægler, og hans mor var fransk og katolik. Som 14-årig blev Stone sendt på den private The Hill School, i Pennsylvania. Stones forældre blev skilt, mens han var væk. Det rystede ham meget, da han fik at vide, at hans far havde en affære med forskellige familievenners koner. Stones far købte også en prostitueret til ham som fødselsdagsgave, så hans søn ikke var jomfru mere. 
I 1964 blev Oliver Stone færdig på The Hill School. Han bestemte sig for at studere videre på Yale University og University of New York. Efter et år droppede han det og bestemte sig for at studere engelsk på Free Pacific Institute i Sydvietnam i seks måneder. 
Derefter blev han soldat i det amerikanske marinekorps. Som soldat rejste han til Mexico og Oregon og derefter tilbage til Yale, som han droppede for anden gang. Stone var i marinekorpset fra april 1967 til november 1968. Som soldat i Vietnamkrigen fik Stone to medaljer, Bronze Star og Purple Heart.

### Karriere

#### Stones vietnamtrilogi
Som veteran fra Vietnamkrigen har Stone lavet tre film om krigen; Platoon (1986), Født den 4. juli (1989) og Himmel og jord (1993). Han kalder det selv en trilogi, fordi han forklarer krigen fra forskellige synspunkter. Platoon er inspireret af hans egne oplevelser under Vietnamkrigen, Født den 4. juli er en biografi af Ron Kovic, og Heaven & Earth er en sand fortælling om en vietnamesisk pige. I alle tre film lægger Stone meget vægt på krigens psykiske skader.

## Filmografi (instruktør)
- W. (2008)
- World Trade Center (2006)
- Looking for Fidel (2004)
- Alexander (2004)
- Comandante (2003)
- Any Given Sunday (1999)
- U-Turn (1997)
- Nixon (1995)
- Natural Born Killers (1994)
- Himmel og jord (Heaven and Earth, 1993)
- JFK (1991)
- The Doors (1991)
- Født den 4. juli (Born on the Fourth of July, 1989)
- Talk Radio (Noget for noget, 1988)
- Wall Street (1987)
- Platoon (1986)
- Salvador (1986)
- The Hand (1981)
- Mad Man of Martinique (short) (1979)
- Seizure (aka Queen of Evil) (1974)

## Priser

### Oscars
Oliver Stone har vundet tre Oscars. Hans første Oscar var for bedste filmatisering og manuskript for Midnight Express i 1978. Han har fået prisen "Bedste instruktør" for Platoon og Født den 4. juli i hhv. 1986 og 1989.